# Contaminant orgànic persistent

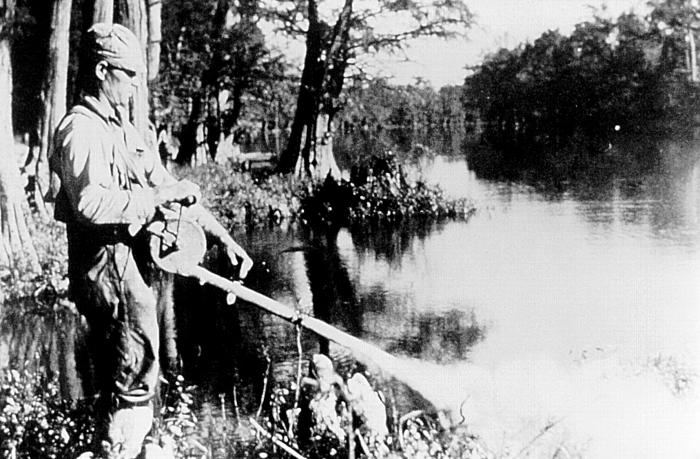
Operari estatunidenc esquitxant un pantà amb DDT el 1958 seguint les directrius dels Programa Nacional per a la Erradicació de la Malària dels Estats Units. Avui en dia, aquesta substància és considerada un POP i el seu ús està severament restringit.

Un contaminant orgànic persistent (COP), Persistent Organic Pollutant en anglès, és aquell compost químic resistent a la degradació en condicions naturals i que, dispers en el medi ambient, és transportat a una distància considerable del punt d'emissió. Aquestes substàncies es bioacumulen a través de la cadena alimentària i constitueixen un perill demostrat per a la salut humana i el medi ambient. Els seus efectes nocius s'han demostrat àmpliament i s'han reconegut de manera generalitzada. En el grup dels contaminants orgànics persistents s'hi inclouen substàncies com dioxines i bifenils policlorats (PCB), hexaclorobenzè, èters difenílics polibromats, èters difenílics policlorats i naftalens policlorats.
Alguns d'ells han estat sintetitzat industrialment; d'altres s'han format com a subproductes de processos industrials o naturals. Més que els efectes aguts derivats de la presència de COP en els aliments, la principal preocupació per a la salut pública se centra en l'exposició crònica a petites quantitats, que està relacionada amb deteriorament del sistema immunitari, el sistema nerviós en desenvolupament embrionari, el sistema endocrí i les funcions reproductives.
El 1962 Rachel Carson advertí en el seu llibre Primavera silenciosa de les profundes transformacions que s'han esdevingut al planeta com a resultat de la intervenció dels humans a la natura i els seus mètodes de producció i les conseqüències que això tindria en totes les formes de vida al planeta. Alguns anys més tard, la profecia s'ha complert i l'efecte de les conseqüències és tan seriós que el Programa de les Nacions Unides per al Medi Ambient (PNUMA) ha establert una convenció internacional obligatòria en 12 substàncies perilloses i defineix els criteris per a l'addició de noves substàncies i estableix mecanismes de suport als països en desenvolupament. Els estats de la Unió Europea van signar el Conveni d'Estocolm pel qual es comprometen a reduir o eliminar les emissions dels compostos orgànics persistents clorats, eliminar-ne l'ús en la majoria dels casos, investigar sobre la seva incidència al medi ambient i la salut humana i altres mesures. També s'han establert diversos convenis per a la protecció del medi ambient front als COP a escala regional (a la Mediterrània, al Bàltic, a l'Àrtida, etc.).
La majoria dels COP són xenobiòtics i es poden introduir al medi ambient com a resultat de l'ús intencional d'una aplicació de plaguicides, accidentalment o a causa de vessaments o fuites involuntàries resultants de la incineració de compostos que poden generar-los. Les fonts d'emissió antropogèniques són les més importants en aquest cas. Aquestes fonts poden ser processos industrials, incloent-hi la generació i l'eliminació de residus, la producció i ús d'energia, l'ús de plaguicides i aplicacions forestals agrícola i industrial.

## Terminologia
Si bé en anglès el terme Persistent Organic Pollutant (abreujat POP) està àmpliament acceptat, el seu equivalent en català és fruit de controvèrsia. L'any 2000, el professor de química de la UAB Xavier Domènech al seu Vocabulari de Medi Ambient presentà per primer cop el terme Compost Orgànic Persistent (abreujat COP) per a designar aquest tipus de compostos. Més endavant, aquest terme ha estat acceptat per l'Enciclopèdia Catalana. Malgrat tot, alguns lingüistes i científics desaproven aquest terme perquè és poc descriptiu dels problemes mediambientals que, com a característica principal, presenten aquests compostos i no té cap equivalent semblant en una altra llengua. Per aquest motiu, sovint es prefereix fer servir el terme Pol·luent Orgànic Persistent o, encara millor, Contaminant Orgànic Persistent (abreujat COP), ja que el primer terme és considerat pel TERMCAT un sinònim complementari del segon. Aquests darrers termes tenen equivalents en tots els idiomes.

## Característiques generals
La primera característica destacable dels COP és la seva persistència al medi: estan molt de temps en l'entorn, resisteixen la degradació pel sol, la descomposició química química i la biodegradació per microorganismes. A més, tenen l'habilitat per canviar funcions biològiques normals fins i tot en concentracions extremadament baixes, incloent-hi l'activitat natural de les hormones i altres missatgers químics. En ser resistents a la degradació al medi natural, romanen a l'ambient durant llargs períodes en els que tendeixen acumular-se. Són alterades les composicions de l'aire, sòl i aigua subterrània, on aquests compostos s'acumulen durant llargs períodes com a resultat de la seva persistència.
Una altra característica important és la seva capacitat per a bioacumular-se i acabar per ser etinguts als teixits adiposos dels éssers vius i als aliments. Passen de mares a fills durant la gestació a través de la placenta i són excretats per la llet materna. Són biomagnificadors, l'augment de la seva concentració en centenars o fins i tot milions de vegades impacta considerablement a les cadenes d'alimentació. La bioacumulació es calcula amb el factor de bioconcentració (BCF).
| COP    | Aigua a zooplàncton | Aigua a peixos | Peixos a foques | Peixos a balenes | Peixos a ocells | Foques a ossos |
| ------ | ------------------- | -------------- | --------------- | ---------------- | --------------- | -------------- |
| Toxafè | 6,7·104             | 2,6·10⁶        | 0,38            | 4,6              |                 |                |
| HCH    | 9,3·103             | 3,0·104        | 1,5             | 1,4              | 0,7             | 9,3            |
| Clordà | 2,6·10⁶             | 5,3·107        | 7,3             | 9,4              | 0,33            | 6,6            |
| DDT    | 4,3·10⁵             | 1,4·107        | 20,2            | 9,8              | 8,5             | 0,3            |
| PCB    | 1,9·10⁶             | 4,8·107        | 8,8             | 8,0              | 5,8             | 7,4            |
| HCB    | 1,2·10⁵             | 9,6·10⁶        | 0,2             | 3,0              | 7,5             | 15,6           |

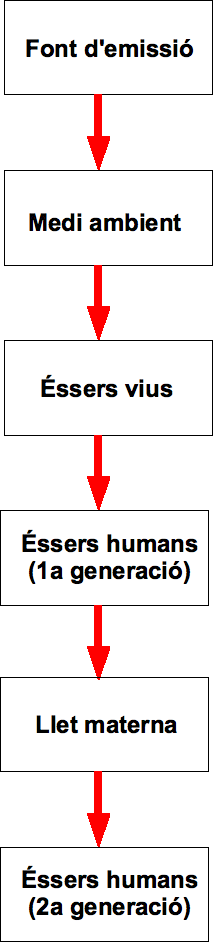
Bioacumulació de POP

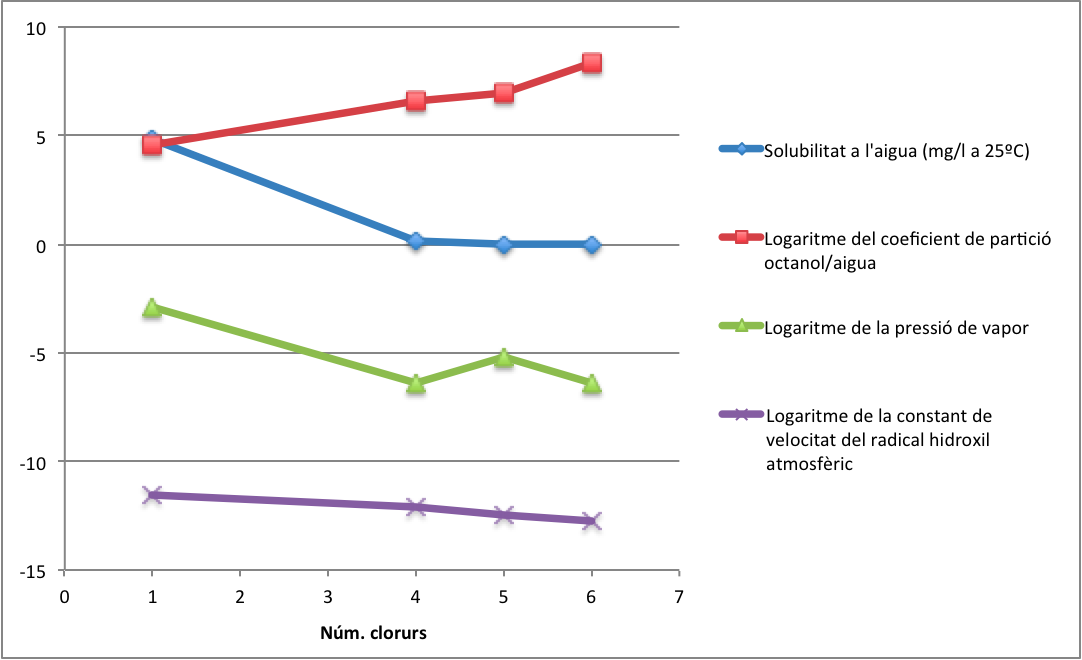
Variació d'algunes propietats fisicoquímiques dels PCB amb l'increment del nombre de clorurs al congènere

Els contaminants orgànics persistents són compostos halogenats, pel que contenen un o més àtoms d'halogen vinculats als àtoms de carboni. L'halogen pot ser clor o brom, però en general als POP hi predomina el primer. A causa de la baixa polaritat i l'estabilitat de l'enllaç carboni-halogen, aquests compostos són pocs reactius i resistents a la biodegradació.
Algunes propietats depenen de les estructures de les molècules i les característiques dels àtoms que els formen. En general, els compostos aromàtics són més estables i, per tant, més persistents que els alifàtics; així doncs, la majoria de POP són aromàtics. S'accepta que a major nombre d'àtoms d'halogen a la molècula la solubilitat, la tendència a la bioacumulació i l'estabilitat a les molècules són també més grans. L'estabilitat ha estat la base de molts usos dels POP, però al mateix temps, és la causa de la resistència a qualsevol tipus de degradació i del seu temps de vida mitjana elevat.

## Anàlisi química
Qualsevol anàlisi química de COP haurà d'incloure les següents tres passes:
- Mostratge (S'ha de tenir especial cura de la representativitat de la mostra i caldrà distingir entre mostres biològiques i ambientals)
- Transport i emmagatzematge de la mostra
- Anàlisi (purificació, extracció, separació, identificació, quantificació)

Se sol tenir en compte en tots moment els controls de qualitat. L'ASTM ha estandarditzat nombrosos mètodes d'anàlisi.

## Transport i deposició

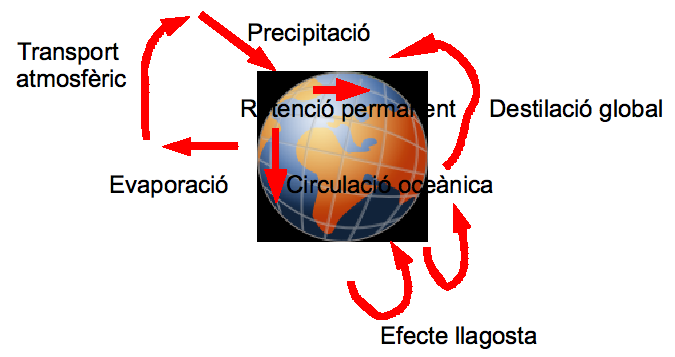
Processos de transport d'un POP

El fet que siguin volàtils i resistents a la fotòlisi i a la descomposició química i biològica fa que els POP siguin capaços de transportar-se a llargues distàncies per l'atmosfera, ja sia en estat gasós o en forma de partícules d'aerosol, pel que s'han trobat restes arreu del món. Una explicació per a aquesta capacitat seria l'efecte destil·lable/fraccionament global. D'aquesta manera, els compostos fets servir en regions càlides de la Terra s'evaporarien fins a arribar a les regions polars, on es condensarien i s'hi depositarien, fet que explicaria les grans concentracions d'aquests compostos a l'Àrtida, majors que en regions habitades. Aquest procés es podria dur a terme per l'efecte llagosta, pel qual els compostos seguirien cicles de transport-deposició fins a arribar a l'Àrtida. A major volatibilitat, major velocitat de migració. Les majors fonts d'emissió de COP són els abocadors incontrolats de residus i els sòls i plantes que s'han esquixat amb els plaguicides considerats COP.
| Font d'emissió                          | PAH  | PCB  | HCB  | PCDF |
| --------------------------------------- | ---- | ---- | ---- | ---- |
| Combustió de carburants                 | 6777 | 5,69 | 0,46 | 4304 |
| Indústria del ferro i de l'acer         | 612  | 1,46 | 0,24 | 1964 |
| Indústria del metall no-fèrrica         | 1010 |      | 0,05 | 1964 |
| Indústria química orgànica              |      | 0,56 | 0,2  |      |
| Indústria paperera                      |      |      | 4,5  |      |
| Pavimentació de carreteres              | 112  |      |      | 1,0  |
| Indústria del ciment                    | 0,1  |      |      | 19,1 |
| Indústria del vidre                     |      |      |      | 0,4  |
| Pintures                                | 593  |      |      |      |
| Preservació de fustes                   | 4817 |      |      | 0,4  |
| Altres solvents                         |      | 0,21 |      |      |
| Combustió del transport per carretera   | 1488 | 0,08 |      | 73,1 |
| Combustió per altres tipus de transport | 195  |      |      | 63   |
| Incineració de residus                  | 6    | 0,05 | 0,07 | 2657 |
| Agricultura                             |      |      |      | 19,9 |
| Cremació                                |      |      |      | 23,1 |
| Plaguicides                             |      |      | 5,76 |      |
| Equipament elèctric                     |      | 111  |      |      |
| Fonts naturals                          | 53   |      |      | 2,1  |

## Toxicitat
La toxicitat dels contaminants orgànics persistents es veu influenciada pels següents factors:
- Tipus de compost en qüestió: propietats fisicoquímiques, l'activitat biològica, la persistència a l'entorn.

- Medi ambient: temperatura ambiental, humitat, el clima, combinació amb altres agents químics.

- Edat (nens i gent gran), sexe, estat de salut i nutrició, l'embaràs i la lactància, susceptibilitat genètica, l'exposició a altres substàncies tòxiques com ara tabac o alcohol.

- D'exposició: concentració, la dosi, durada, freqüència.

| Compost                      | OMS-TEF (2005) |
| Dibenzodioxines policlorades |                |
| ---------------------------- | -------------- |
| 2,3,7,8-TCDD                 | 1              |
| 1,2,3,7,8-PeCDD              | 1              |
| 1,2,3,4,7,8-HxCDD            | 0,1            |
| 1,2,3,6,7,8-HxCDD            | 0,1            |
| 1,2,3,7,8,9-HxCDD            | 0,1            |
| 1,2,3,4,6,7,8-HpCDD          | 0,01           |
| OCDD                         | 0,0003         |
| Dibenzofurans policlorats    |                |
| 2,3,7,8-TCDF                 | 0,1            |
| 1,2,3,7,8-PeCDF              | 0,03           |
| 2,3,4,7,8-PeCDF              | 0,3            |
| 1,2,3,4,7,8-HxCDF            | 0,1            |
| 1,2,3,6,7,8-HxCDF            | 0,1            |
| 1,2,3,7,8,9-HxCDF            | 0,1            |
| 2,3,4,6,7,8-HxCDF            | 0,1            |
| 1,2,3,4,6,7,8-HpCDF          | 0,01           |
| 1,2,3,4,7,8,9-HpCDF          | 0,01           |
| OCDF                         | 0,0003         |
| Bifenils policlorats         |                |
| PCB 77                       | 0,0001         |
| PCB 81                       | 0,0003         |
| PCB 126                      | 0,1            |
| PCB 169                      | 0,03           |
| PCB 105                      | 0,00003        |
| PCB 114                      | 0,00003        |
| PCB 118                      | 0,00003        |
| PCB 123                      | 0,00003        |
| PCB 156                      | 0,00003        |
| PCB 157                      | 0,00003        |
| PCB 167                      | 0,00003        |
| PCB 189                      | 0,00003        |

Des dels anys 1990, l'Organització Mundial de la Salut intenta consensuar entre diferents experts els factors d'equivalència tòxica (TEF) d'aquells compostos més perjudicials per a la salut humana i el medi ambient, per tal que els estats en puguin regular en seu ús i presència a la natura amb coneixement de causa. S'han fet recomanacions pels PCDD, PCDF i pels PCB. Els criteris per incloure un compost a la classificació de TEF són:
- Han d'estar relacionats estructuralment amb els PCDD i els PCDF.
- Han de tenir afinitat pel receptor cel·lular AhR i inhibir la seva activitat.
- Han de ser persistents i bioacumular-se.

Per a l'avaluació es consideren tant els estudis in vivo com in vitro. Actualment s'està considerant atorgar TEF a compostos com ara els PBDD, els PBDF, els PXDCDD, els PXDCDF, els PCN, els PBB i els PBN.

## Conveni de Basilea

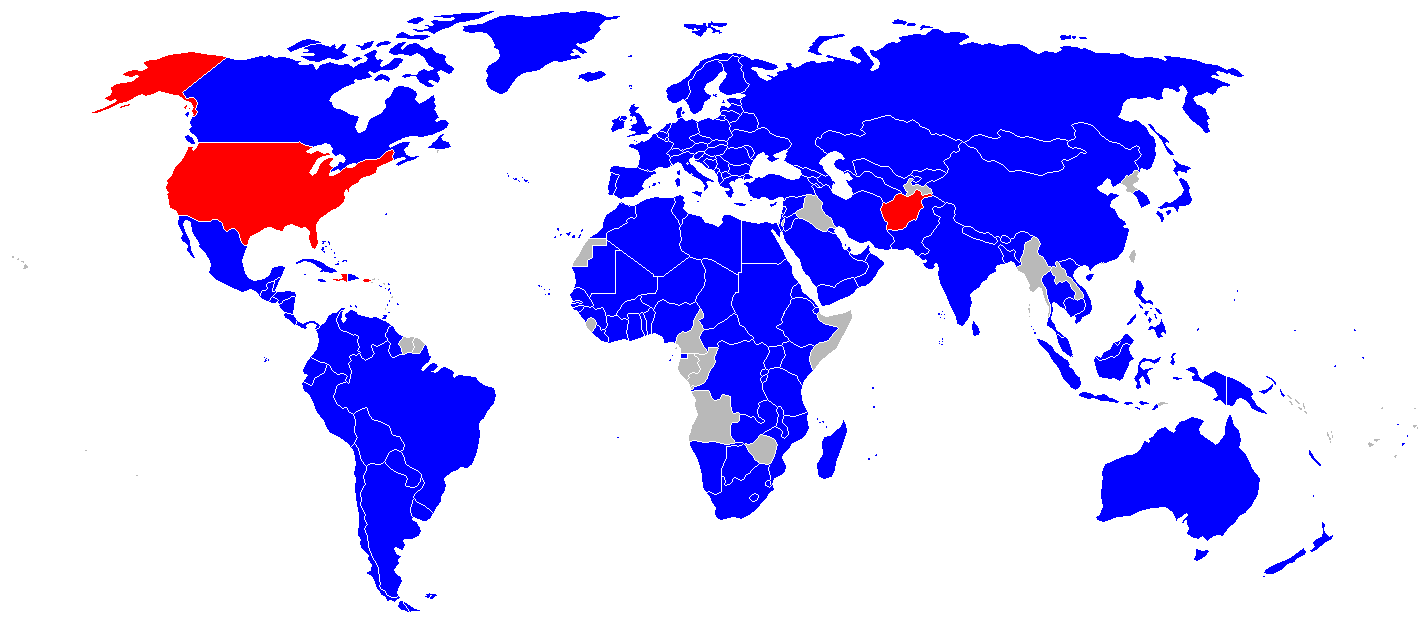
Estats que han ratificat la Convenció de Basilea
Estats que només l'han aprovat

La gestió dels residus de COP per tal d'eliminar riscos per a la salut humana i al medi ambient està prevista pel Conveni de Basilea de 1989. El 2018, 188 han ratificat el tracta. La Unió Europea va aprovar el tractat el 1994 i regula la seva aplicació a través de les directives 93/98/EEC i 97/640/EC. L'Estat espanyol el va signar el 22 de març de 1989 i el ratificà el 7 de febrer de 1994. Tant aquest conveni com el d'Estocolm preveuen, a més, diversos mecanismes de prevenció de generació de residus a través de la recollida selectiva.

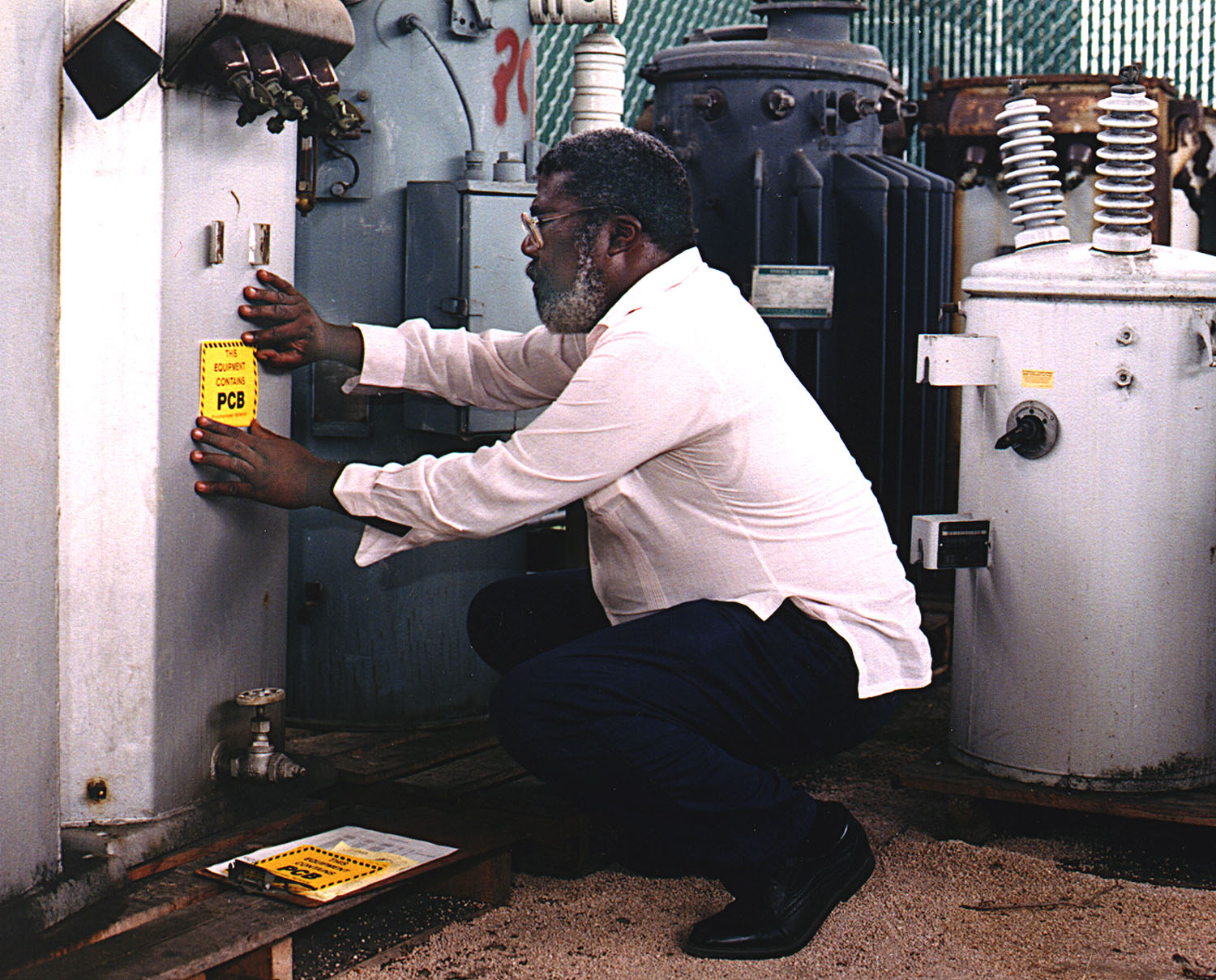
Senyalització d'un transformador que conté PCB

Segons el conveni de Basilea qualsevol residu de COP que no s'ha de fer servir per a la seva aplicació original, ha de ser tractat de manera adequada o emmagatzemat de tal manera que no pugui causar perjudicis. A tals efectes, cal que els estats tenguin actualitzat un inventari amb totes les reserves de què disposen, que ha d'incloure dades com ara el volum, el propietari, la localització, l'edat i les condicions de conservació. En qualsevol cas, l'objectiu final serà destinar el residu a un lloc on sigui químicament estable. Els tractaments més comuns són: enterrament per cimentació, incineració i tractament químic. Les plantes de descontaminació han de complir amb els requisits previstos a la convenció (emmagatzematge de residus, localització lluny de zones habitades, protecció contra el foc, etc.). Els contenidors han d'estar aprovats per l'Organització de les Nacions Unides d'acord amb les normes ISO i degudament senyalitzats. En cap cas, es poden barrejar substàncies. Si han de ser transportats, cal que sigui durant el dia i fora de les hores punta. En qualsevol cas, el transport haurà d'acabar abans del canvi de torn dels serveis d'emergència i haurà d'estar escortat i en comunicació permament amb els serveis d'emergència per ràdio. Els residus només podran ser enviats a ports que compleixin els controls prevists pem conveni i hauran de tenir la documentació prevista. En cap cas, es podran exportar residus a l'Antàrtida. A l'hora de manipular-los, s'han de complir una sèrie de normes de seguretat i higiene i l'entrada i la sortida dels operaris haurà de ser registrada.

## Efectes dels COP

### Efectes sobre el medi ambient

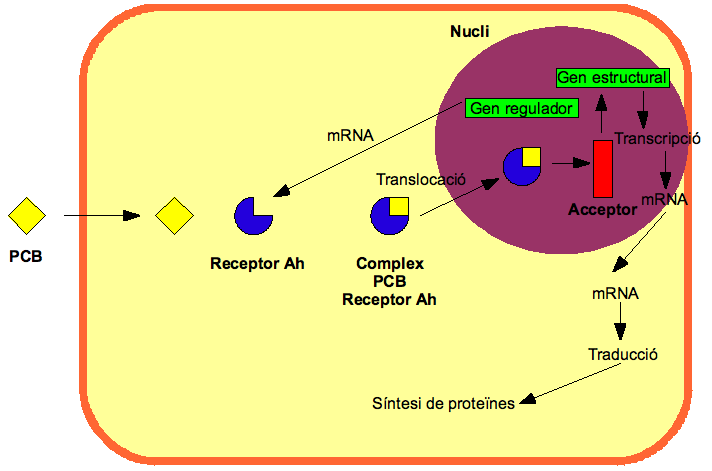
Mecanisme d'acció proposat per un POP

Com és el cas de la majoria dels contaminants ambientals, en els COP és molt difícil d'establir la relació entre malalties o alteracions que s'observen en una espècie o ecosistema que possiblement poden causar. La metabolització depèn del grau d'halogenació dels compostos.
A causa de la bioacumulació a través de la cadena alimentària, els COP són lipofílics i la seva toxicitat augmenta amb la concentració. Encara que els efectes aguts d'aquests contaminants són força ben documentats, són molt més interessants els efectes de l'exposició crònica a nivells baixos. Aquesta bioacumulació també pot provocar immunodeficiència a la vida silvestre, la deficiència de vitamines, càncer i una susceptibilitat a infeccions microbianes i trastorns reproductius.

### Efectes sobre la salut humana

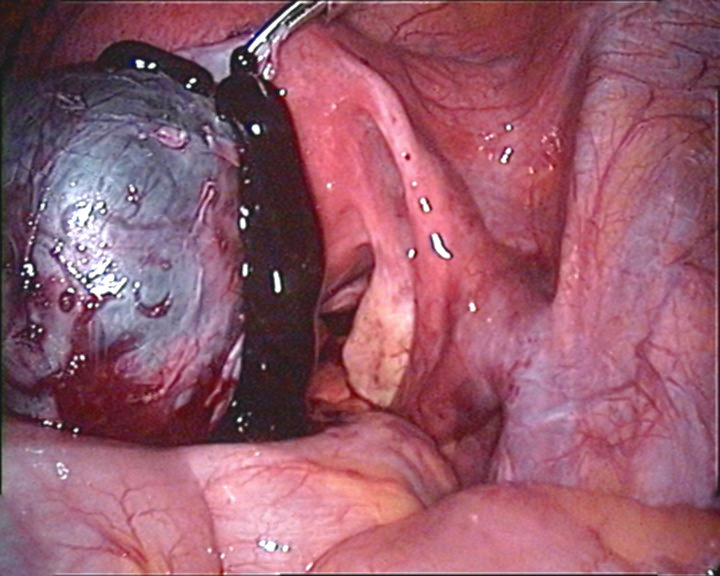
Endometriosi de l'ovari esquerre en una visió laparoscòpica, on hi ha d'esquerra a dreta: l'ovari, la trompa de Fal·lopi i la matriu

Una sèrie d'efectes adversos a la salut humana s'han associat a l'exposició aguda o crònica als COP. Aquests efectes s'han demostrat a través d'estudis clínics i epidemiològics. Els efectes són, entre d'altres:
- Immunodeficència
- Disfuncions neurològiques
- Disfuncions reproductives
- Interferents endocrins
- Trastorns del desenvolupament
- Trastorns neuroconductuals com ara problemes d'aprenentatge i canvis de temperament en nens
- Càncer
- Endometriosi
- Diabetis

Les proves acumulades amb el pas del temps permeten afirmar que els COP tenen el potencial de causar efectes adversos en la salut humana; tant localment com global, per mitjà del transport a llargues distàncies i la contaminació de les cadenes tròfiques.

## Conveni d'Estocolm

Estats que havien signat el Conveni d'Estocolm l'any 2009

El Conveni d'Estocolm sobre Contaminants Orgànics Persistents, establert en una conferència celebrada a Estocolm els dies 22 i 23 de maig de 2001, té com a objectiu disminuir l'ús i l'eliminació de certes substàncies perjudicials per a la salut humana i l'entorn causats pels contaminants orgànics persistents.
El document inclou els 12 principals contaminants o classes de productes toxics : aldrín, clordà, dicloro difenil tricloroetà, dieldrina, endrina, heptaclor, mirex, toxafè, hexaclorfè i tres classes senceres de compostos: bifenils policlorats (PCB), policlorats (PCDD o més comunament coneguts com les dioxina) i dibenzofurans policlorats (PCDF).
La producció de DDT no va ser prohibida, però es limita a petites quantitats i amb l'únic propòsit d'erradicar la malària a les zones on la malaltia queda endèmica.
A aquests dotze tòxics, els estats signataris del Conveni d'Estocolm hi han afegit nou més el 2010. Els nous compostos químics sobre els que s'ha arribat a un acord no es prohibiran tots immediatament i, en alguns casos, es donarà un termini de dos a tres anys, de manera que les indústries on s'utilitzen trobin alternatives: la clodercona, l'hexabromobifenil, l'èter de hexabromodifenil, èter d'heptabromodifenil, el lindà (amb una exempció específica pel seu ús com a producte farmacèutic per a la salut humana per al control de la pediculosi i la sarna com a tractament de reserva),el pentaclorobenzè,l'àcid sulfònic de perfluorooctà (PFOS) i les seves sals, el fluorur de sulfonil perfluorooctà (PFOSF) (amb excepcions per a finalitats acceptables però amb el propòsit de reduir i, en última instància, eliminar la utilització o la producció, o ambdues coses, d'aquests productes químics), l'èter de tetrabromodifenil i l'èter de pentabromodifenil.

### Aplicació del Conveni a la Unió Europea
El Conveni d'Estocolm va entrar en vigor el 17 de maig de 2004 i ja s'hi han unit 150 països, entre els quals tots els estats membres de la Unió Europea.
El 20 de maig de 2004 va entrar en vigor el reglament 850/2004 a la Unió Europea sobre contaminants orgànics persistents per tal de coordinar l'aplicació del Conveni d'Estocolm entre tots els estats membres. Aquest reglament els obliga a redactar un Pla Estatal d'Actuació i a trametre les dades de vigilància d'emissions de compostos a la Comissió europea. L'Estat espanyol va aprovar el seu al Consell de Ministres del 2 de febrer de 2007. A més, aquests es comprometen a ajudar els països en desenvolupament a disminuir les emissions de POP.

## Alternatives
Hi ha nombroses alternatives, tant químiques com no químiques, als COP. Per exemple, en alguns països s'han fet servir compostos d'arsènic i mètodes bacteriològics com a plaguicides amb èxit.

## Compostos químics considerats com a COP

### Ciclodiè

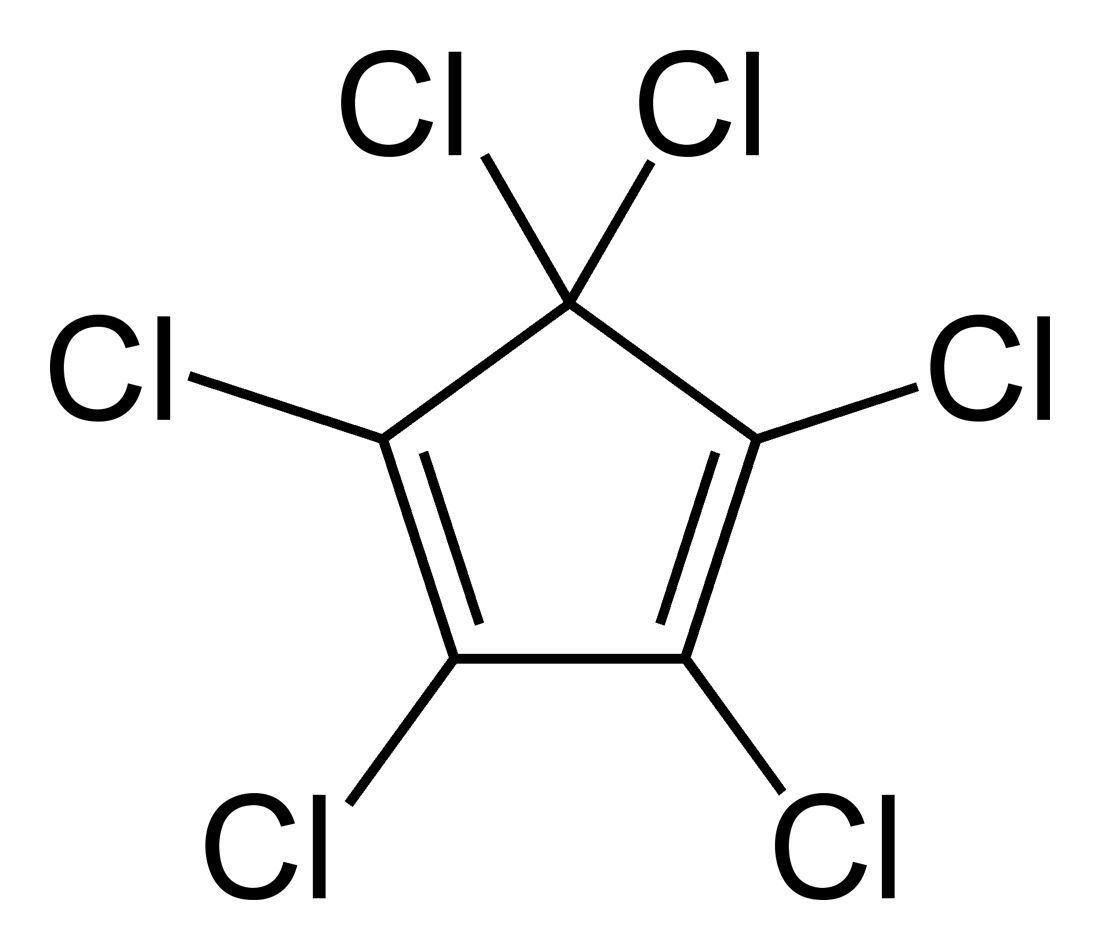
Estructura de Lewis de l'hexaclorociclopentadiè

Sota el nom genèric de ciclodiè, coneixem una sèrie de compostos químics derivats de l'hexaclorociclopentadiè que en el seu dia foren molt populars com a plaguicides i rodenticides. La majoria d'ells estan prohibits als països desenvolupats des dels anys 1970. El problema mediambiental principal d'aquests compostos és la seva facilitat per dipositar-se en els oceans de manera permanent, el que pot provocar intoxicacions en els animals marins.

#### Aldrín

Estructura de Lewis de l'aldrín

L'Aldrín és un plaguicida que s'ha emprat contra els insectes des dels anys 1950 amb la finalitat de protegir camps de conreu i ha estat útil per protegir estructures de fusta. L'aldrín es metabolitza a dieldrina en plantes i animals. Consegüentment, no és freqüent trobar-ne residus en aliments i teixits. S'adsorbeix fàcilment al sòl. És volàtil i tòxic per a les persones; la dosi letal per a un adult està calculada en un 83 mg de substància/kg de massa. Té efectes sobre el sistema nerviós i els símptomes d'intoxicació inclouen mal de cap, marejos, espasmes i convulsions. Té efectes sobre el sistema immunitari i l'endocrí. És de color blanc, cristal·lí i inodor.

#### Dieldrina

Estructura de Lewis de la dieldrina

La dieldrina s'ha emprat a l'agricultura per controlar insectes i protegir fustes. El seu ús dispersiu està prohibit a la UE i s'ha limitat com a protector de fustes i tèxtils contra insectes. S'adsorbeix fortment al sòl. És volàtil i lipòfil, pel que es pot concentrar en els organismes. A grans concentracions pot afactar al sistema nerviós. La seva digestió provoca convulsions per bioacumulació. Certes dosis de dieldrina han sigut relacionades amb un augment significatiu de càncer hepàtic o biliar.

#### Endrina

Estructura de Lewis de l'endrina

L'endrina es començà a emprar el 1950 com a plaguicida agrícola a cotó, arròs, sucre, blat i altres collites. També s'ha emprat com a avicida i rodenticida. És poc soluble, però lipòfil i persistent. Ni es biodegrada ni s'hidrolitza. És volàtil i es fotodegrada i es descompon tèrmicament. Un cop a l'atmosfera s'adhereix a partícules i pot tornar a ser dipositada de nou a través de la precipitació. En medis aquàtics, l'endrina s'adhereix als sediments i es concentra als organismes. Es metabolitza un cop penetrat a l'organisme. És molt tòxica pels éssers vius.

#### Clordà

Estructura de Lewis del clordà.

El clordà és un plaguicida emprat en collites agrícoles d'hortalisses, gra i blat. És insoluble en aigua i soluble en solvents orgànics. És volàtil. L'exposició a clordà no s'associa a un augment del risc a contreure càncer, però sí a problemes d'immunodeficiència. És lipòfil i té la capacitat de transportar-se a llargues distàncies per l'atmosfera. S'ha arribat a detectar a l'Àrtida. La seva producció i ús està prohibit a la Unió Europea des de 1979. És irritant, estable front a àcids, es descompon tèrmicament i produeix fums tòxics. Comercialment, el clordà es venia com a barreja d'hidrocarburs clorats afins que podien modificar les propietats fisicoquímiques i toxicològiques.

#### Heptaclor

Estructura de Lewis de l'heptaclor

Lheptaclor és una substància química manufacturada. L'heptaclor pur és una pols blanca que fa olor de naftalina. La forma de menor puresa és de color canyella, així com per combatre el paludisme. L'heptaclor va ser usat extensament com a plaguicida en habitatges i collites d'aliments, ja que és neurotòxic. Es deixà d'usar per a aquestes aplicacions l'any 1988. Actualment, només s'empra per al control de formigues en transformadors soterrats. Els bacteris i animals degraden l'heptaclor a epòxid d'heptaclor. No és soluble en aigua, però sí en solvents orgànics. És volàtil i, per tant, es pot desplaçar per l'atmosfera. Es concentra al teixit adipós dels organismes. S'han desenvolupat mètodes molt sensibles per detectar-los en el medi i en mostres biològiques amb límits de detecció de 10 ng/L.

#### Toxafè

Estructura de Lewis del toxafè.

El toxafè és un plaguicida que s'ha emprat als conreus de cotó, cereals, fruites, nous i hortalises. S'ha fet servir contra les paparres i els àcars. La seva composició és una barreja de 670 terpens bicíclics policlorats amb un 67-69% en pes de clor. El transport i la transformació de cada un d'aquests components es veu influenciada per les seves característiques fisicoquímiques, a més de les de la barreja en el seu conjunt. És volàtil, persistent a l'atmosfera i s'ha detectat a l'Àrtida. És resistent a la lixiviació. El temps de vida mitjana és d'entre 70 dies i 12 anys en funció del medi. S'elimina de les collites per rentatge i evaporació. A l'aigua pot romandre durant anys en concentracions tòxiques per a peixos.

#### Telodrín

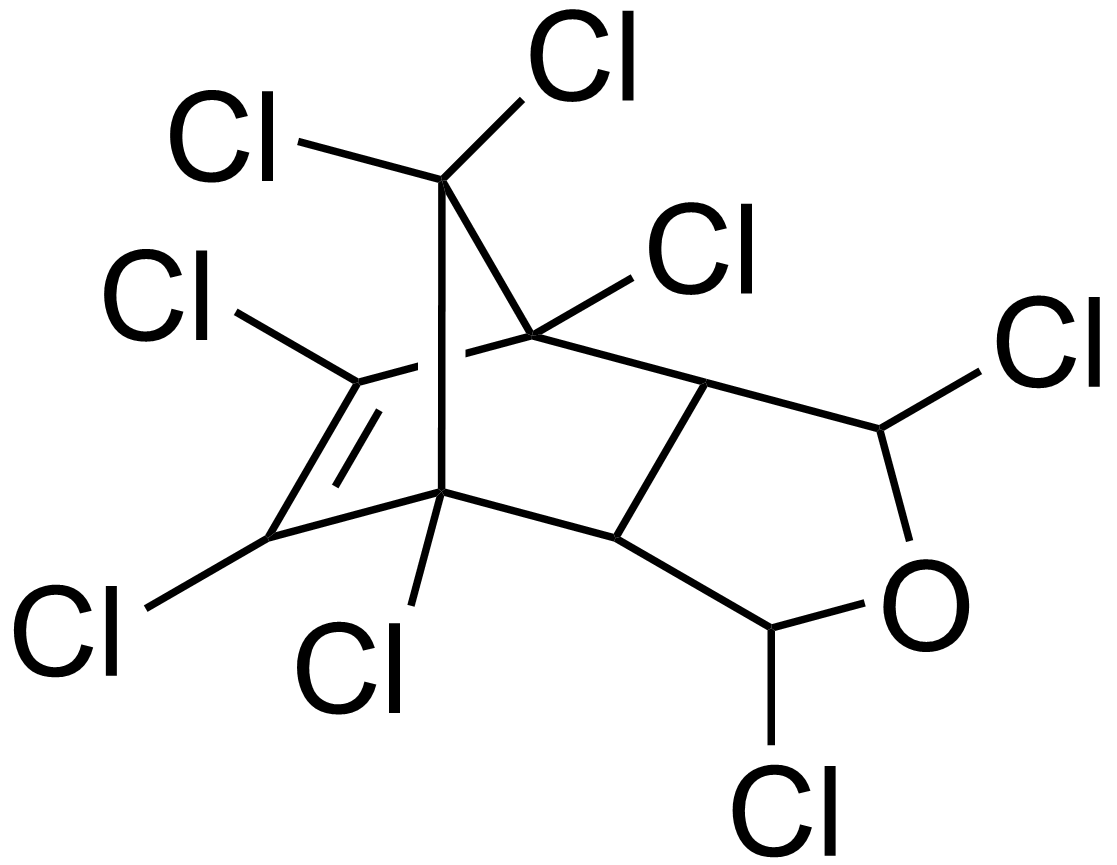
Estructura de Lewis del telodrín.

El telodrín és un plaguicida organoclorat que fou sintetitzat industrialment principalment pels Països Baixos entre els anys 1958 i 1965. És d'elevada persistència en sòls (entre 2 i 7 anys) i es bioacumula. La seva toxicitat pels animals és elevada, si bé no és cancerigen.

#### Endosulfan

Estructura de Lewis de l'endosulfan.

L'endosulfan és un plaguicida de contacte d'ampli espectre fet servir en tota mena de vegetals. Va ser començat a sintetitzar industrialment cap al 1950. És altament tòxic per via oral i per inhalació. És molt irritant pels ulls i afecta seriosament el sistema nerviós.

### Diclorodifeniltricloroetà

Estructura de Lewis del DDT

El diclorodifeniltricloroetà o DDT fou sintetitzat per primer cop el 1873 per Othmar Zeidler de la Universitat d'Estrasburg. El 1939 Paul Mueller va descobrir les propietats insecticides d'aquesta substància. El 1942, entomòlegs que treballaven per a les forces armades dels EUA cercaven una substància capaç de controlar el tifus, el paludisme i altres malalties produïdes per insectes. Entre 1942 i 1945 es feren proves de toxicitat en persones i al medi ambient i s'observaren efectes nocius sobre insectes beneficiosos, organismes aquàtics i aus. Les forces armades dels EUA va establir normes d'aplicació per evitar-los. El 1946 començà la seva distribució comercial i les restriccions establertes les anys anteriors van caure en desús. La producció de DDT va ser intensa a partir de 1960.
El DDT és un età substituït. En un carboni, els tres hidrògens són substituïts per àtoms de clor, mentre que a l'altre, dos dels tres hidrògens són substituïts per un fenil; cada un d'aquests anells conté un àtom de clor en posició para. En humans la major part del DDT injerit és eliminat lentament. S'emmagatzema en teixits en forma de DDE.

### Hexaclorobenzè

Estructura de Lewis de l'hexaclorobenzè

L'hexaclorobenzè (HCB) és un fungicida que va començar a emprar-se l'any 1945 per al tractament de llavors. L'HCB és també un producte secundari d'altres substàncies d'ús industrial com ara solvents orgànics. Es presenta com a impuresa d'altres pesticides com ara el pentaclorofenol. Altres fonts d'emissió de l'HCB al medi ambient inclouen la continuació del seu ús en alguns estats i l'emmagatzematge o vessament en estats on el seu ús està prohibit. Una font menor d'HCB resulta de l'ús de barreges pirotècniques que produeixen cortines de fum d'ús militar i civil. S'utilitza també a la fabricació de gomes sintètiques i és un subproducte de la producció de compostos clorats, especialment benzens de baixa cloració, dissolvents i plagucides. També s'emet a la incineració de residus i a la indústria metal·lúrgica. L'HCB és un dels pol·luents ambientals per persistents a causa de la seva estabilitat química i resistència a la degradació. A l'atmosfera és present en forma de vapor i la degradació és molt lenta. Les estimacions dels temps de vida mitjana atmosfèrics són d'uns quants mesos en regions tropicals i subtropicals, més d'un any en regions temperades i boreals i més de sis anys en regions polars. A l'aigua no es degrada i el temps de vida mitjana pot arribar als onze anys. És volatibilitza fàcilment al sòl on la vida mitjana pot arribar als sis anys.

### Lindà

Estructura de Lewis del lindà

El lindà (gamma-hexaclorociclohexà) és una plaguicida altament volàtil que s'ha fet servir durant 50 anys. S'ha comprovat que té efectes cancerígens i provoca anèmia i que es bioacumula a la xarxa tròfica. Actualment, el seu ús està prohibit en 37 estats.

### Mirex

Estructura de Lewis del mirex

El mirex i el seu isòmer el clordecor va començar a emprar-se com a plaguicida pel control de formigues vermelles als EUA el 1950. Va ser emprat també com a piroretardant en plàstics, gomes, pintura, paper i equips elèctrics i electrònics. Va deixar de produir-se el 1976. Per la seva persistència i l'ús que se'n va fer d'ell malgrat que ja ni es produeixi ni s'usi, ha estat la causa que es segueixi trobant en quantitats significatives a l'ambient. El Mirex es degrada molt lentament i té un temps de vida mitjana al sòl d'uns deu anys. És poc soluble en aigua, però lipòfil, i això fa que es bioacumuli en els organismes de tots els nivells tròfics amb factors de bioconcentració de 2600 a 51400 en crustacis i peixos respectivament i es concentra al llarg de la cadena tròfica. És relativament volàtil i en conseqüència és transportat per l'atmosfera a llargues distàncies. S'ha trobat mirex a l'Àrtida. Té una toxicitat aguda moderada pels mamífers i és molt tòxic per a crustacis i peixos.

### Dioxina
El terme dioxina és utilitzat generalment de manera imprecisa per anomenar un conjunt de substàncies que comprèn tant les dioxines policlorades, com ara els dibenzofurans policlorats i els bifenils policlorats; les quals tenen estructures i efectes semblants. En el cas de les dioxines policlorades, es tracta d'un grup de compostos orgànics tricíclics halogenats que s'incorporen als éssers vius i s'acumulen al teixit adipós. Les dioxines són compostos que no es sintetitzen industrialment de manera intencionada, sinó que es tracta de subproductes no desitjats de diferents processos tèrmics com ara la incineració de residus. A vegades es produeixen en processos naturals com ara les erupcions volcàniques o incendis forestals.

#### Bifenil policlorat

Estructura de Lewis genèrica dels PCB. Les possibles posicions dels clorurs en els anells benzènics són assignades pels números mostrats als àtoms de carboni.

Els bifenils policlorats o PCB (en anglès, polychlorinated biphenyls) són una sèrie de compostos aromàtics organoclorats sintètics que constitueixen una sèrie de 209 congèneres, els quals es formen mitjançant la cloració del bifenil. La seva fórmula empírica és C₁₂H10-nCln, on n (el nombre d'homòlegs) pot variar entre 1 i 10. Ideals per a moltes aplicacions industrials com ara fluids dielèctrics, ben aviat es convertiren en un problema ambiental mundial, sobretot quan alguns treballadors de les plantes químiques sintetitzadores començaren a tenir problemes de salut. Estan molt relacionats amb els pesticides organoclorats.
Els PCB coplanars tenen importància mediambiental i analítica per la seva toxicitat, sobretot en animals, semblant a la dibenzodioxina policlorada (PCDD) i dibenzofurans policlorats (PCDF). Aquesta estaria correlacionada amb el grau de cloració. Per la seva elevada estabilitat química, persisteixen en l'ambient i es bioacumulen en els teixits animals. La pràctica totalitat de la humanitat està exposada a l'entrada d'aquests compostos a l'organisme malgrat les restriccions legals que existeixen pel que fa a producció industrial, ús i emmagatzematge. A més, cal tenir en compte encara avui en dia hi ha aparells domèstics que funcionen amb condensadors elèctrics que fan servir PCB.
La primera síntesi de PCB la va fer Schmitt-Schulz a Alemanya el 1881. Industrialment, fou començat a sintetitzar per l'empresa Monsanto Company el 1929. Es prohibiren arreu del món cap als anys 1970 i 1980.

#### Dibenzofurà policlorat

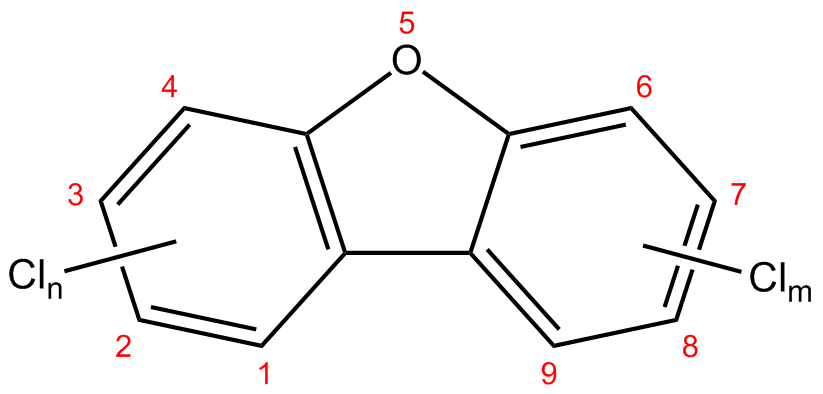
Estructura general dels dibenzofurans policlorats on 1 ≤ n+m ≤ 8. Tot i que s'anumeri la posició 5, en aquesta no s'hi pot trobar cap àtom de clor.

El dibenzofurà policlorat (DFPC o PCDF per les sigles en anglès) és un grup de compostos orgànics halogenats formats per un dibenzofurà amb un o més àtoms de clor units als carboni del dibenzofurà semblant a les dioxines. El dibenzofurà policlorat es pot trobar com a 135 compostos diferents en funció del nombre de clors i de les posicions d'aquests anomenats congèneres. D'aquests congèneres, els més perillosos són els que tenen clors en les posicions 2,3,7 i 8. Els pocs que s'han pogut estudiar són compostos sòlids, incolors i poc solubles en aigua.

#### Dibenzo-para-dioxina policlorada

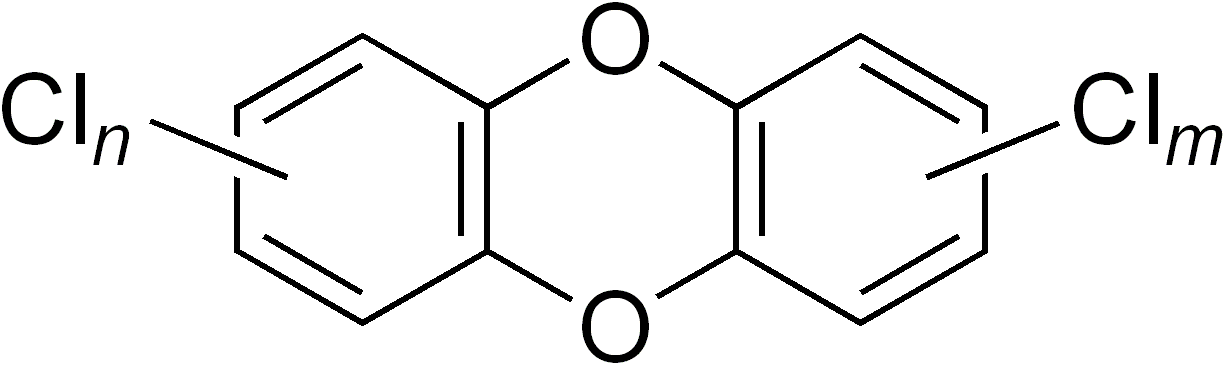
Estructura general dels PCDD on n i m se situen entre 0 i 4

Les dibenzo-para-dioxines policlorades (sovint abreujats com a PCDD pel seu nom en anglès polychlorinated dibenzo-para-dioxins) són una sèrie de congèneres de compostos plans tricíclics aromàtics de característiques similars als dibenzofurans policlorats. Són sòlids a temperatura ambient i es dispersen per l'atmosfera en forma d'aerosols. La més tòxica de totes elles és la 2,3,7,8-tetraclorodibenzo-p-dioxina (TCDD). Aquests compostos no es produeixen industrialment o de manera deliberada, sinó que es formen durant la síntesi d'altres productes.

##### 2,3,7,8-tetraclorodibenzo-p-dioxina

Estructura de Lewis del TCDD

La 2,3,7,8-tetraclorodibenzo-p-dioxina, habitualment anomenat TCDD, és un compost orgànic persistent de la branca de les dioxines (tot i que, a vegades, quan es parla de dioxina la gent es refereix a aquest compost i no al conjunt). Està format per dos anells benzílics units per dos èters i amb quatre clors a les posicions 2,3,7 i 8.
El TCDD és la dioxina més potent i s'ha fet coneguda per alguns incidents al llarg de la història, per exemple com a producte secundari en l'elaboració d'un herbicida utilitzat pels Estats Units a la guerra del Vietnam anomenat Agent Taronja. Aquesta dioxina es forma com a subproducte de la síntesi de l'àcid 2,4,5-triclorofenoxiacètic (2,4,5-T), que és un dels components principals de l'Agent Taronja.

### Furà

Estructura de Lewis del furà

El furà és un compost químic produït accidentalment durant la producció de dioxines i PCB. S'han detectat en residus d'incineradores i d'automòbils. Són cancerígens.

### Retardant de flama bromat
Els retardants de flama bromats (BFR per les seves sigles en anglès) són el grup més important dels  retardants de flama. L'única característica comuna entre tots ells és que content almenys un àtom de brom. S'han fet servir comercialment fins a 75 BFR diferents. Els més coneguts són els bifenils polibromats, que va ser prohibit a principis dels anys 1970 després d'haver-se detectat casos greus d'intoxicació en granges de Michigan (EUA). Malgrat tot, els efectes dels BFR sobre el medi ambient i la salut de les persones són encara poc coneguts. Tenen un rang ampli d'aplicacions industrials. La seva presència al medi ambient s'incrementa.

#### Bifenil polibromat

Estructura de Lewis genèrica dels PBB. Les possibles posicions dels bromurs en els anells benzènics són assignades pels números mostrats als àtoms de carboni.

Els bifenils polibromats (sovint abreujat com a PBB pel seu nom en anglès Polybrominated Biphenyls) són un conjunt d'hidrocarburs bromats sintètics en els que un nombre situat entre 1 i 10 àtoms de brom romanen units amb un enllaç covalent simple a una molècula de bifenil. Així doncs, són possibles fins a 209 congèneres diferents de PBB. Tots els congèneres amb el mateix nombre de bromurs reben els nom d'homòlegs. Per anomenar-los, la IUPAC fa servir la nomenclatura de Ballschmiter, la mateixa que s'utilitza per als bifenils policlorats. Formen part del grup dels retardants de flama bromats, que són considerats contaminants orgànics persistents. Els PBB solen ser sòlids, incolors i inflamables. Són persistents i bioacumulables. Poden provocar problemes de salut com ara nàusees, vòmits, fatiga crònica, lesions cutànies i mal de panxa. No està demostrat que sigui cancerigen.

#### Èter difenílic polibromat

Estructura química dels EDPB on 0<m+n<11

Els èters difenílics polibromats (EDPB o PBDE per les seves sigles en anglès) són un grup de compostos aromàtics organobromats formats per dos benzens enllaçats mitjançant un àtom d'oxigen (això els dona el nom d'èters), en els que els carbonis que no es troben enllaçats a l'oxigen, poden estar lligats a hidrògens o a broms. Es tracta d'una familia de compostos que es diferencien pel nombre, que pot oscil·lar entre 1 i 10) i la posició dels broms. Aquests compostos són els segons més utilitzats en el món com a retardants de flama després del Tetrabromobisphenol A. Són compostos lipòfils, resistents a la degradació i àmpliament distribuïts al medi, per la qual cosa s'inclouen en la categoria dels contaminants orgànics persistents. Se sap que aquests compostos poden afectar la fertilitat en humans amb els nivells que es poden trobar a les cases. També podem trobar els seus anàlegs clorats anomenats èters difenílics policlorats. A causa de la seva toxicitat i persistència en el medi ambient, en la quarta reunió del conveni d'Estocolm es van afegir en l'annex A com a compostos que els països s'havien de comprometre a erradicar a nivell internacional.

### Tributil estany

Estructura de Lewis del tributil estany

El tributil estany (sovint abreujat com a TBT segons les seves sigles en anglès) és un compost químic caracteritzat per tenir un àtom d'estany unit covalentment a tres radicals butil. Malgrat que els àtoms d'estany isolats siguin innocus per a la natura, el TBT és molt lipòfil, el que fa que penetri fàcilment a les membranes cel·lulars i introdueixi un risc per toxicitat a la natura.

### Naftalè policlorat

Estructura de Lewis del naftalè policlorat

Els naftalens policlorats (PCN per les seves sigles en anglès) són un grup de 75 congèneres de naftalens clorats que contenen entre 1 i 8 àtoms de clor. Les seves característiques fisicoquímiques són molt similars a les dels PCB. Es van popularitzar a partir de 1910 per les seves propietats dielèctriques i com a retardant de flama, però foren substituïts pels bifenils policlorats després de la Segona Guerra Mundial.

### Hidrocarbur aromàtic policíclic
Els hidrocarburs aromàtics policíclics (PAH per les seves sigles en anglès) són una família de 100 compostos químics que es formen durant la combustió incompleta o alguns processos naturals, si bé alguns es sintetitzen industrialment. Normalment són incolors. No són solubles en aigua, però sí biodegradables. Solen entrar a l'organisme per via aèria o oral. Són cancerígens i provoquen lesions a la pell.

### Èter difenílic policlorat

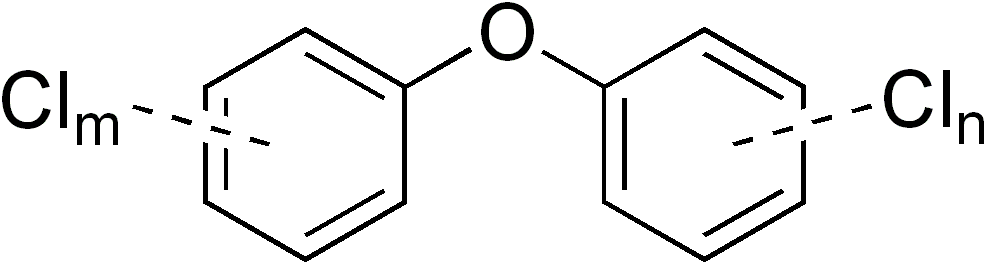
Estructura química general dels PCDE, on n i m varien entre 1 i 5

Els èters difenílics policlorats (PCDE) són estructurament similars als bifenils policlorats i tenen els mateixos efectes tòxics.

### Perfluorooctà sulfonat

Estructura de Lewis del perfluorooctà sulfonat

El perfluorooctà sulfonat (abreujat PFO) és un dels darrers compostos que s'han classificat com a COP. Estructuralment, no té grans similituds amb els POP anteriors, però la seva reactivitat s'assembla força. A més, és soluble en aigua. La seva combustió pot donar àcid perfluòric, àcid sulfúric, sulfats i dioxines i furans fluorats. Es fan servir com a tensioactius. Comercialment, es distribueix en forma de sal. Actualment, el seu ús a la Unió Europea està restringit.